# IC 4357
IC 4357 — компактная вытянутая спиральная галактика типа Sbc в созвездии Гончие Псы. Поверхностная яркость — 13,4 mag/arcmin². Этот объект входит в число перечисленных в оригинальной редакции «Нового общего каталога».